# Venezuelai törpeguvat
A venezuelai törpeguvat (Laterallus levraudi) a madarak osztályának darualakúak (Gruiformes) rendjébe és a guvatfélék (Rallidae) családjába tartozó faj.

## Rendszerezése
A fajt Philip Lutley Sclater és Osbert Salvin írták le 1868-ban, a Porzana nembe  Porzana levraudi néven.

## Előfordulása
Dél-Amerika északi részén, Venezuela területén honos. Természetes élőhelyei a szubtrópusi vagy trópusi édesvízi mocsarak, tópartok, lagúnák, elárasztott legelők és néha száraz gyepek. Állandó, nem vonuló faj.

## Megjelenése
Testhossza 17 centiméter.

## Természetvédelmi helyzete
Az elterjedési területe nagy, és viszonylag felméretlen, lehet, hogy más területeken is megtalálható, egyedszáma 1000-2499 példány közötti és csökken. A Természetvédelmi Világszövetség Vörös listáján sebezhető fajként szerepel.